# Chinesische Kastanie
Die Chinesische Kastanie (Castanea mollissima), auch Weichkastanie, ist eine in China heimische Art der Gattung Kastanien (Castanea) aus der Familie der Buchengewächse (Fagaceae). Sie wird in China als Schalenobst angebaut und ist vor der verwandten europäischen Edelkastanie die wirtschaftlich wichtigste Kastanienart.

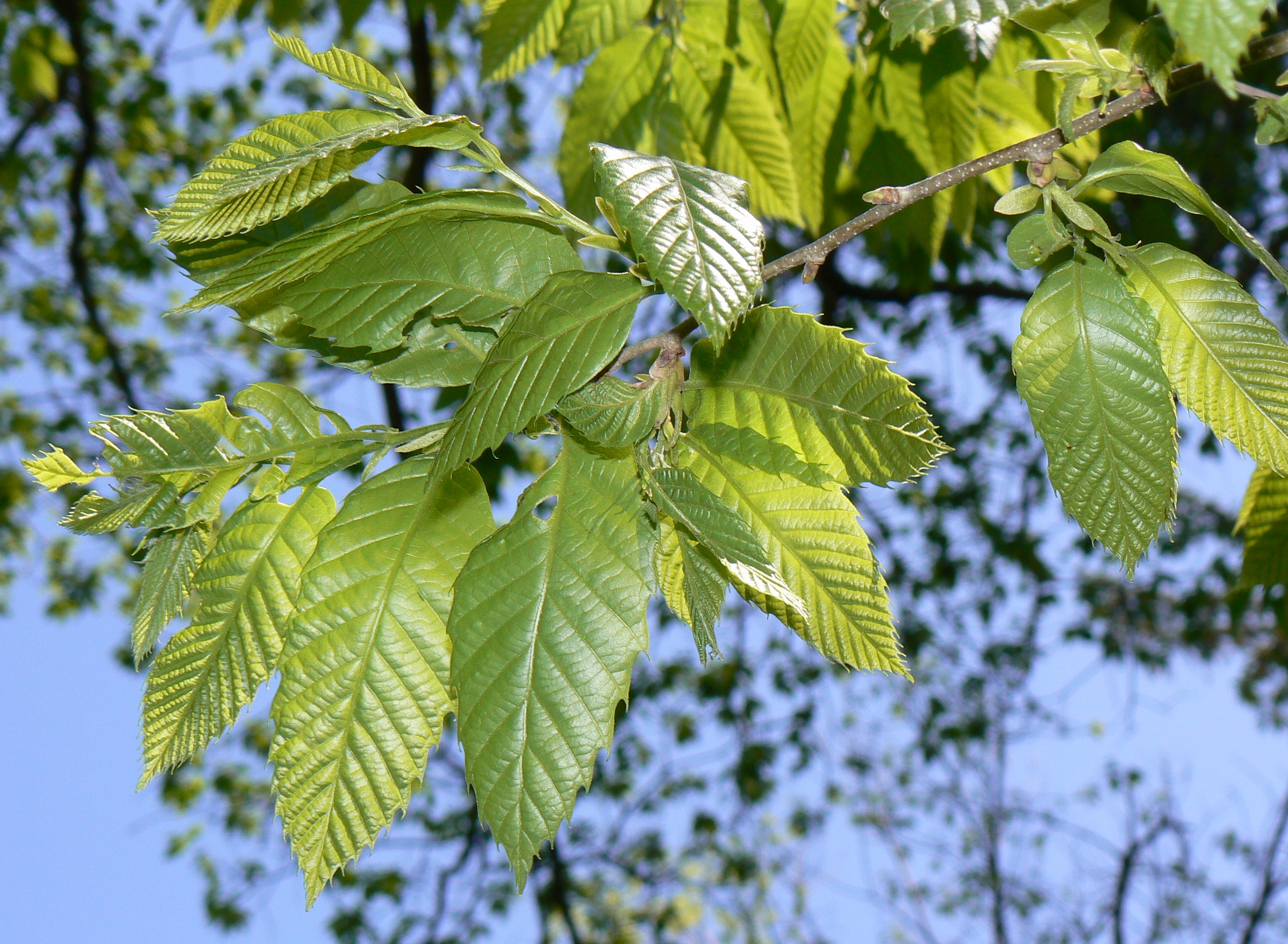
Chinesische Kastanie, Blätter

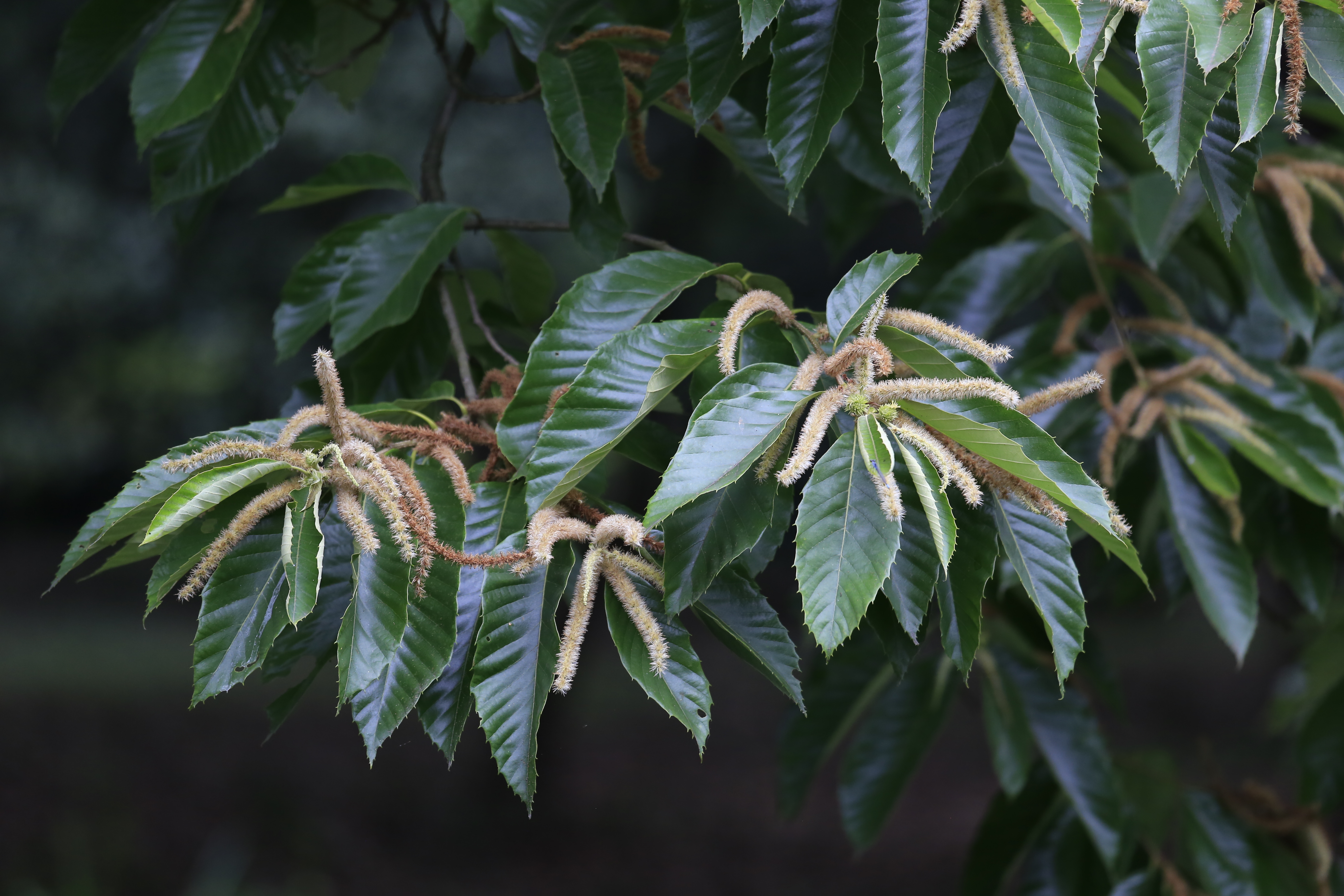
Blütenstände

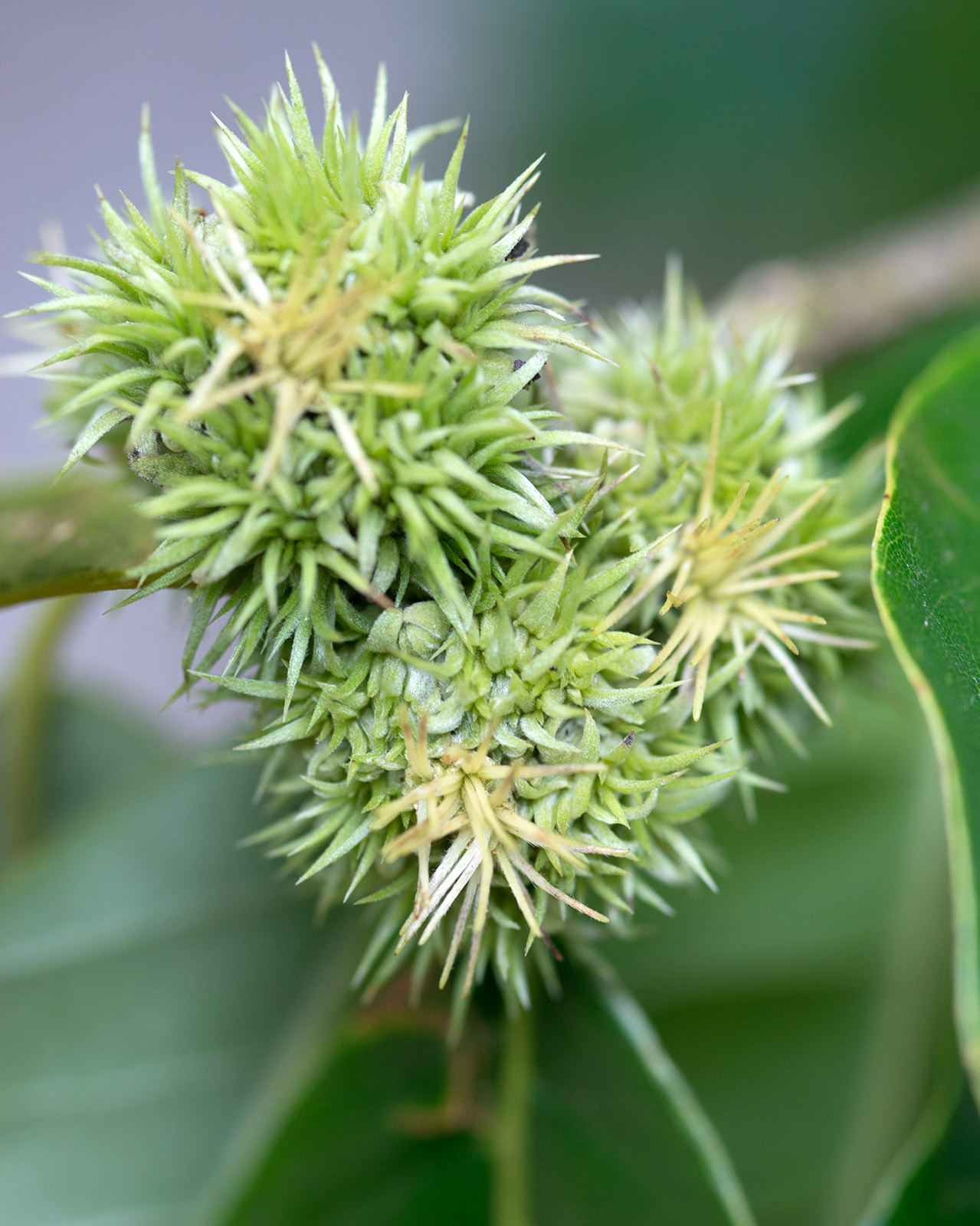
Chinesische Kastanie, junge Fruchtstände

## Beschreibung

### Vegetative Merkmale
Die Chinesische Kastanie ist ein bis 20 Meter hoher, laubabwerfender Baum, seltener wächst sie strauchförmig. Meist erreicht er Höhen von 12 Metern und hat dann einen Stammdurchmesser von 75 bis 80 Zentimetern. Die jungen Zweige sind kurz behaart, oft auch mit langen abstehenden Haaren. Die Borke ist grau, bei jungen Bäumen glatt, bei älteren rissig mit weißen Streifen.
Die Laubblätter sind wechselständig. Der Blattstiel ist 1 bis 2 Zentimeter lang. Die Blattspreite ist eiförmig bis elliptisch, lanzettlich, 10 bis 22 Zentimeter lang und 4,5 bis 7,3 Zentimeter breit. Zumindest an den größeren Adern sind sie an der Unterseite behaart, meist jedoch ist die ganze Unterseite dicht behaart. An der Oberseite besitzen sie schuppenförmige Drüsen. Die Blattbasis ist abgerundet bis keilförmig, der Blattrand ist grob spitzig, grannen- bis stachelspitzig gesägt, die Blattspitze ist spitz bis zugespitzt und stachelspitzig.

### Generative Merkmale
Die Chinesische Kastanie ist einhäusig monözisch und duodichogam. Die achselständigen, schlanken, vielblütigen und männlichen Blütenstände, Kätzchen sind 10 bis 20 Zentimeter lang, die wenigen weiblichen Blütenstände sitzen unterhalb der oberen männlichen Blütenstände. Die Blüten haben einen unangenehmen Geruch. Die funktionell männlichen Blüten sind 4,5 Millimeter hoch, 4 Millimeter breit, haben eine sechsgliedrige Blütenhülle, die außen dicht behaart, innen lang behaart ist. Sie besitzt 10 bis 12 Staubblätter, deren kahle Staubfäden 5 bis 6 Millimeter lang sind. Die Antheren sind 0,2 Millimeter lang und 0,1 Millimeter breit, kahl und öffnen sich mit Längsschlitzen. Der rudimentäre Stempel ist rund 0,7 Millimeter hoch.
Die weiblichen Blüten sind 6 Millimeter lang und 2 Millimeter breit und stehen zu zwei oder drei in einer Cupula. Der Fruchtknoten besteht aus vier bis sieben Fächern und trägt vier bis zehn Griffel.
Der Fruchtbecher (Cupula) ist gelblich bis braunrot, dicht mit behaarten, verzweigten Stacheln besetzt. Er ist 5 bis 6 Zentimeter hoch und 4 bis 8 Zentimeter breit. Meist werden zwei oder drei Nussfrüchte pro Fruchtbecher gebildet. Sie haben einen Durchmesser von 2 bis 3 Zentimetern und sind breiter als hoch. Sie sind rund oder elliptisch und haben eine lang ausgezogenen Spitze, die weiß behaart ist. Die Narbe der Nuss ist kleiner als die Breite der Frucht. Der Embryo ist sehr süß und proteinreicher als bei der Edelkastanie oder der Japanischen Kastanie. Ansonsten gleicht die Zusammensetzung der der Edelkastanie. Die Samenhaut lässt sich leicht vom Embryo lösen und ist auch nicht teilweise eingewachsen.
Die Blütezeit ist April bis Juni, die Fruchtreife August bis Oktober.
Die Chromosomenzahl beträgt 2n = 24.

## Verbreitung und Standorte
Die Chinesische Kastanie ist in China und im nördlichen Korea beheimatet, kommt heute auch in Indien und Taiwan vor.
Sie wächst in subtropischen, temperat-kontinentalen und -ozeanischen Regionen mit milden Wintern und warmen Sommern. Der Niederschlag beträgt um 1000 mm pro Jahr, der vorwiegend im Sommer fällt. Sie kommt von 41° 29' nördlicher Breite nahe der koreanischen Grenze bis 18° 31' nördlicher Breite auf der Insel Hainan vor. Sie kommt in Hebei, Shandong, im Jangtse-Tal, in Sichuan, Anhui, Jiangsu und in Yunnan vor. Sie wächst von 50 bis 2800 m Seehöhe. Sie ist frosthart bis unter −29 °C, aufgrund ihres frühen Austriebs jedoch empfindlich gegen Spätfröste.
Ihre natürlichen Vorkommen sind Mischwälder mit Bambus, Spießtanne (Cunninghamia lanceolata) und anderen Arten.
Die Chinesische Kastanie wurde in den Vereinigten Staaten nach dem Zusammenbruch der Bestände der dort heimischen Amerikanischen Kastanie durch den Kastanienrindenkrebs als Ersatz angepflanzt. In Korea wurde sie früher ebenfalls angebaut, jedoch durch die Japanische Kastanie ersetzt.

## Krankheiten und Herbivore
Die Chinesische Kastanien ist von allen Kastanien-Arten die am stärksten resistente gegen den Kastanienrindenkrebs, der in China seine Heimat hat, hier seit 1913 bekannt ist und weit verbreitet ist. Auch hier gibt es Hypovirulenz. Die Chinesische Kastanie wird zwar von Krebs befallen, dieser heilt unter normalen Bedingungen ohne größeren Schaden aus.
Die Kastaniengallwespe (Dryocosmus kuriphilus) ist der wirtschaftlich bedeutendste Schädling.

## Nutzung
Die Nutzung der Chinesischen Kastanie ähnelt der der Edelkastanie, wobei das Holz eine wesentlich geringere Rolle spielt. Es gibt über 300 Sorten und lokale Ökotypen, von denen rund 50 großflächig angebaut werden. Der Anbau erfolgt meist in Plantagen. Der Ertrag kann bis zu 10 Tonnen pro Hektar und Jahr betragen. Die Größe der Früchte liegt zwischen 75 und 330 Nüssen pro Kilogramm. Großfrüchtige Sorten liegen bei 35 bis 150 Nüssen pro Kilogramm. In Hubei gibt es an die subtropischen Bedingungen angepasste Sorten, die zwei Ernten pro Jahr liefern.
Die Kastanienernte in China, dem einzigen bedeutenden Anbauland der Chinesischen Kastanie, betrug die Ernte 2006 850.000 Tonnen, bei einer weltweiten Gesamternte aller Kastanienarten von rund 1,17 Mio. Tonnen.
Die Chinesische Kastanie wurde bereits vor 5000 bis 6000 Jahren vom Menschen genutzt. In den 1990er Jahren wurde der Anbau immens ausgeweitet. Die Produktion stieg von 29.000 Tonnen 1953 auf 115.000 Tonnen 1990, 247.000 Tonnen 1995. Die Anbaufläche stieg ähnlich von 106.000 Hektar 1962 auf 284.000 Hektar 1982 und 667.000 Hektar 1998.

## Belege
- Arteintrag in der Flora of China, Band 4, S. 316.
- Castanea mollissima in der Flora of Taiwan.
- G. Bounous, D. T. Marinoni: Chestnut: Botany, Horticulture, and Utilization. In: Jules Janick: Horticultural Reviews. Band 31, John Wiley & Sons, 2005, ISBN 0-471-66694-7, S. 291–347 (bes. 300–302).